# José Carlos Gaspar Ferreira
José Carlos Gaspar Ferreira, ou simplesmente Zé Carlos (Rio de Janeiro, 7 de setembro de 1943) é um ex-futebolista brasileiro que atuava como zagueiro.

## Carreira
Iniciou sua carreira de futebolista nas categorias de base do Botafogo, clube também onde se profissionalizou estreando em 1962. No clube carioca, o atleta conquistou vários títulos em sua carreira. Com boas atuações pelo Botafogo, foi convocado para defender a Seleção Brasileira nos Jogos Pan-Americanos de 1963 onde foi campeão. Encerrou a carreira do futebol, em 1970, atuando pelo mesmo clube.

## Títulos
Botafogo
- Campeonato Carioca: 1967, 1968
- Campeonato Brasileiro: 1968 (Taça Brasil)
- Taça Guanabara: 1967, 1968
- Torneio Rio-São Paulo: 1964, 1966
- Torneio Início: 1963, 1967
- Torneio Jubileu de Ouro da Associação de Futebol de La Paz: 1964
- Quadrangular do Suriname: 1964[1]
- Taça Círculo de Periódicos Esportivos: 1966
- Torneio Hexagonal do México: 1968

Seleção Brasileira
- Campeão Pan-Americano: 1963